# Scott Walker (politiker)
Scott Kevin Walker, född 2 november 1967 i Colorado Springs, Colorado, är en amerikansk politiker (republikan). Han svors in den 3 januari 2011 efter att i valet besegrat Tom Barrett från det demokratiska partiet som den 45:e guvernören i delstaten Wisconsins historia.
Walker studerade mellan 1986 och 1990 vid Marquette University men avbröt studierna för att arbeta vid Röda korset. Han var ledamot av Wisconsin State Assembly, underhuset i delstatens lagstiftande församling, 1993–2002.
Walker efterträdde 2011 Jim Doyle som guvernör efter att ha besegrat Tom Barrett i guvernörsvalet 2010. Walker tvingades till nyval år 2012 efter att över 900 000 namnunderskrifter lämnats in i en begäran om nyval. Han utmanades återigen av Tom Barrett men Walker omvaldes i nyvalet och blev därmed USA:s första och hittills enda guvernör som vunnit ett nyval. I guvernörsvalet 2014 omvaldes Walker för en andra mandatperiod efter att ha besegrat Mary Burke.
Den 13 juli 2015 meddelade Walker att han kandiderade för posten som president vid valet 2016. Walker hade enligt undersökningar litet stöd från de republikanska väljarna och den 22 september samma år drog han tillbaka sin kandidatur.
Walker ställde upp för en tredje mandatperiod som guvernör 2018 men besegrades av den demokratiska utmanaren Tony Evers.